# العلاقات البنينية الليبية
العلاقات البنينية الليبية هي العلاقات الثنائية التي تجمع بين بنين وليبيا.

## مقارنة بين البلدين
هذه مقارنة عامة ومرجعية للدولتين:
| وجه المقارنة                                              | بنين            | ليبيا                                       |
| --------------------------------------------------------- | --------------- | ------------------------------------------- |
| المساحة (كم2)                                             | 114.76 ألف      | 1.76 مليون                                  |
| عدد السكان (نسمة)                                         | 11.18 مليون     | 6.37 مليون                                  |
| الكثافة السكانية (ن./كم²)                                 | 97.42           | 3.62                                        |
| العاصمة                                                   | بورتو نوفو      | طرابلس                                      |
| اللغة الرسمية                                             | لغة فرنسية      | اللغة العربية، اللغة العربية الفصحى الحديثة |
| العملة                                                    | فرنك غرب أفريقي | دينار ليبي                                  |
| الناتج المحلي الإجمالي (بليون دولار)                      | 9.27 مليار      | 50.98 مليار                                 |
| الناتج المحلي الإجمالي (تعادل القوة الشرائية) بليون دولار | 22.38 مليار     | 69.32 مليار                                 |
| الناتج المحلي الإجمالي الاسمي للفرد دولار أمريكي          | 762             |                                             |
| الناتج المحلي الإجمالي للفرد دولار أمريكي                 | 2.03 ألف        | 15.60 ألف                                   |
| مؤشر التنمية البشرية                                      | 0.480           | 0.724                                       |
| رمز المكالمات الدولي                                      | +229            | +218                                        |
| رمز الإنترنت                                              | .bj             | .ly                                         |
| المنطقة الزمنية                                           | ت ع م+01:00     | ت ع م+02:00، توقيت شرق أوروبا               |

## منظمات دولية مشتركة
يشترك البلدان في عضوية مجموعة من المنظمات الدولية، منها:
| علم المنظمة | اسم المنظمة                        | تاريخ انضمام بنين | تاريخ انضمام ليبيا |
| ----------- | ---------------------------------- | ----------------- | ------------------ |
|             | مؤسسة التنمية الدولية              | 16 سبتمبر 1963    | 1 أغسطس 1961       |
|             | يونسكو                             | 18 أكتوبر 1960    | 27 يونيو 1953      |
|             | وكالة ضمان الاستثمار متعدد الأطراف | 26 سبتمبر 1994    | 5 أبريل 1993       |
|             | الأمم المتحدة                      | 20 سبتمبر 1960    | 14 ديسمبر 1955     |
|             | الاتحاد البريدي العالمي            | ?                 | ?                  |
|             | البنك الدولي للإنشاء والتعمير      | 10 يوليو 1963     | 17 سبتمبر 1958     |
|             | منظمة التعاون الإسلامي             | ?                 | ?                  |
|             | منظمة حظر الأسلحة الكيميائية       | ?                 | ?                  |
|             | الاتحاد الدولي للاتصالات           | 1961              | 3 فبراير 1953      |
|             | مؤسسة التمويل الدولية              | 5 فبراير 1987     | 18 سبتمبر 1958     |
|             | منظمة الشرطة الجنائية الدولية      | ?                 | ?                  |
|             | الاتحاد الأفريقي                   | ?                 | ?                  |
|             | البنك الإفريقي للتنمية             | ?                 | ?                  |

## وصلات خارجية
- موقع وزارة الخارجية البنينية
- موقع وزارة الخارجية الليبية